# Міхеєв Юрій Олександрович
Ю́рій Оле́ксандрович Міхеєв (нар. 19 лютого 1979) — майор медичної служби Командування медичних сил Збройних сил України. Провідний хірург Запорізького військового госпіталю. Доктор медичних наук, доцент кафедри хірургії Запорізького державного медико-фармацевтичного університету. Хірург вищої категорії, онкохірург. Відзначився у ході російського вторгнення в Україну.
В складних умовах успішно надає кваліфіковану медичну допомогу  військовослужбовцям з лінії бойового зіткнення і  цивільним особам, що постраждали внаслідок бойових дій. Проводить хірургічні втручання пораненим з осколковими і вогнепальними ураженнями різного ступеню складності. Впроваджує лапароскопічні технології у військову хірургію. Навчає і передає практичний досвід іншим спеціалістам хірургічного профілю з питань практики військової медицини. 

## Життєпис
Народився у м. Запоріжжя у родині науковців.
Навчався на медичному факультеті Запорізького державного медичного університету та у 2008 році захистив кандидатську дисертацію. У 2019 році отримано вчене звання доцента. У 2023 році захистив дисертацію на здобуття вченого ступеня доктора медичних наук.
Є дійсним членом асоціації хірургів України та Запорізької області, Української асоціації онкохірургів USSO, Європейського панкреатичного клубу ЕРС та міжнародної асоціації панкреатологів IPА, Європейської асоціації ендоскопічних хірургів EAES. Неодноразово проходив навчання та стажування за кордоном, брав участь у міжнародних конгресах, науково-практичних конференціях.
Вперше в Україні у 2016 році виконав лапароскопічну повздовжню панкреатоєюностомію при хронічному панкреатиті.

## Державні нагороди
1. Відзнака Президента України «Орден Богдана Хмельницького III ступеню». [6]
2. Орден Данила Галицького [7][8]
3. Медаль “За військову службу Україні”
4. Відзнака Президента України «За оборону України»
5. Грамота Верховної Ради України (2024)

## Інші відзнаки
1. Орден Святого Пантелеймона 2023 - Номінація - «Кращій військовий лікар» [9]
2. Почесна нагрудна відзнака Головнокомандувача ЗСУ "Хрест Військова честь"
3. Орден Архистратига Михаїла ІІ ступеня.
4. "Хрест турботи" – відзнака Запорізького військового госпіталю.